# タニア・ラマルカ
タニア・ラマルカ・セラダ（Tania Lamarca Celada, 1980年4月30日 - ）は、スペイン・ビトリア＝ガステイス出身の新体操選手。16歳で出場したアトランタオリンピックの団体総合で金メダルを獲得した。

## 経歴

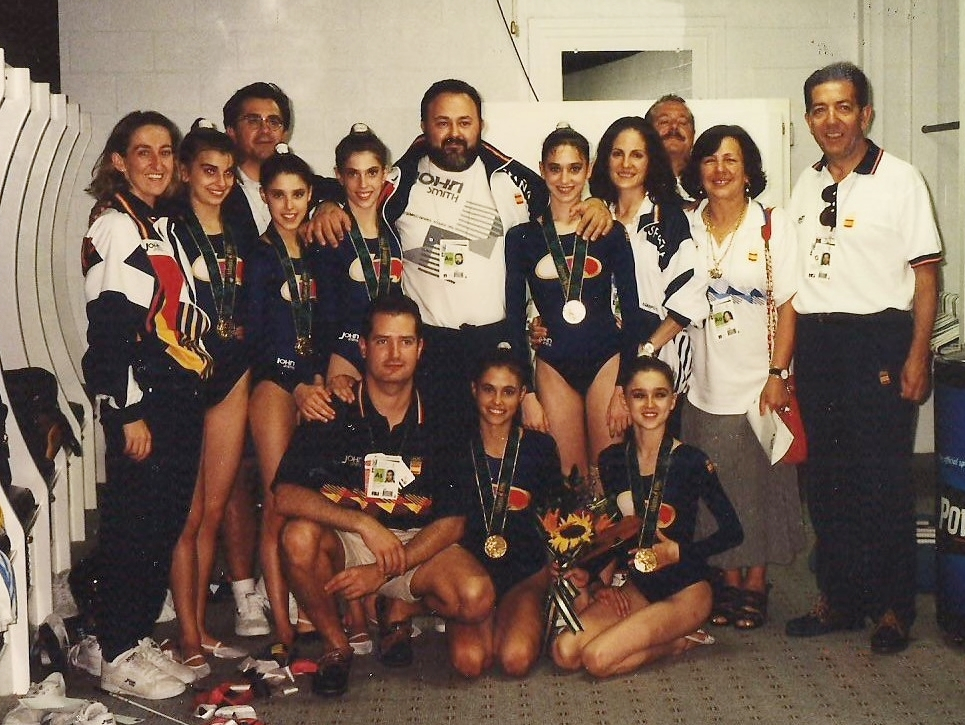
アトランタオリンピックのスペイン新体操団体チーム。後列左から4人目、男性チームドクターの前にいる小柄な選手がラマルカ

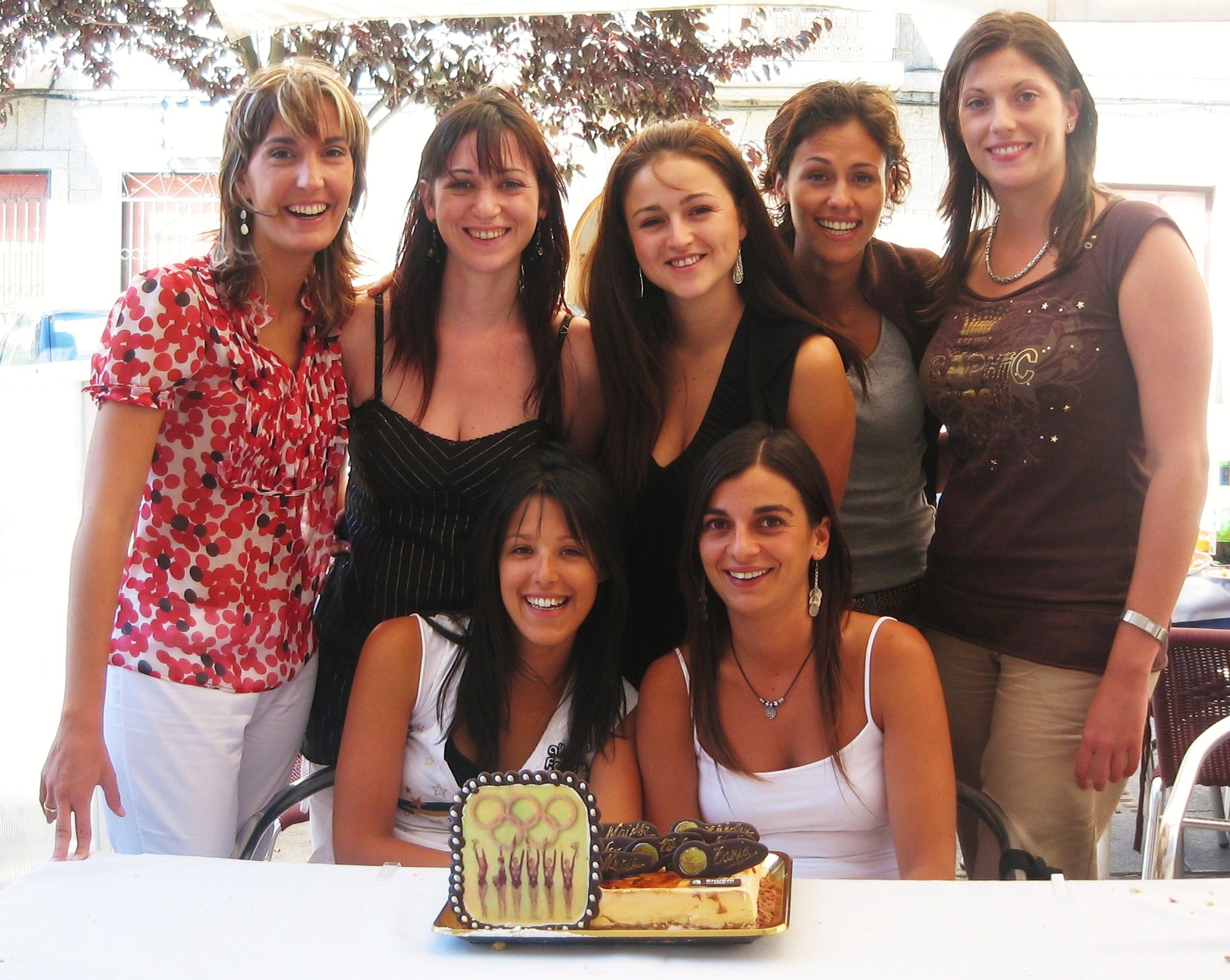
2006年に再会したスペイン新体操団体チームのメンバー。前列左がラマルカ

1980年4月30日、タニア・ラマルカはアラバ県の県都ビトリア＝ガステイスに生まれた。同年6月15日には、同じく新体操選手のアルムデナ・シドがビトリア＝ガステイスに生まれており、シドはオリンピック4大会の個人総合決勝に連続出場している。ラマルカは1995年に新体操競技のスペイン代表チームの一員となり、1997年まで代表チームを構成した。初めて出場した主要大会は1995年のヨーロッパ選手権プラハ大会であり、団体総合で銅メダルとなった。同年の世界選手権ウィーン大会では、団体総合で銀メダルを獲得した。1996年の世界選手権ブダペスト大会でも団体総合で銀メダルを獲得し、1996年のアトランタオリンピックでは団体総合で金メダルを獲得した。当時のスペイン代表チームは、タニア、エステーラ・ヒメネス、マルタ・バルドー、ヌリア・カバニーリャス、ロレーナ・グレンデス、エスティバリス・マルティネスであり、スペインがオリンピックの体操競技で獲得した初の金メダルだった。15歳から17歳だった彼女たちは、スペインのメディアに「Las Niñas de Oro」（ゴールデン・ガールズ）と呼ばれた。2006年にはカルロス・ベルトラン監督が彼女たちの再会を「Las Niñas de Oro」というドキュメンタリーとして撮影し、YouTubeに投稿した。2008年、ラマルカは自伝を出版した。